# Eftersynkning
Eftersynkning är en procedur där man till rörliga bilder, till exempel film, spelar in nytt talspår till en bild som redan har tal, där talet ska stämmas överens med bilden, bland annat synkronisering av munrörelser. Detta sker vanligtvis i en specialiserad studio. Vid eftersynkningen ser man till att rörelserna på bilden stämmer överens med det ljud som hörs i rytm, volym och atmosfäriska effekter (reverbation).
Eftersynkning kan utföras i följande fall:
- För att få en renare ljudkvalitet på ljudet, inte bara talet, utan även omgivande ljud. Behovet kan uppstå om det under inspelningen var för mycket bakgrundsljud på inspelningsplatsen. (För inspelning av andra ljud, se ljudeffekter och tramp.)
- För att slippa kontrollera ljudinspelningsutrustning på inspelningsplatsen och på så sätt plocka bort ett moment under inspelningen. Dock bör något ljud spelas in på inspelningsplatsen eftersom eftersynkning blir bäst när man efterliknar befintligt ljud och inte bara munrörelserna.
- Om man vill "knuffa" berättelsen i en ny riktning till exempel om delar av materialet har klippts bort men man vill bevara informationen. Det kan också vara så att man vill förtydliga något.[1]

I normala fall noteras inte eftersynkningen av tittaren om det är genomarbetat. En dubbning till annat språk märks däremot väldigt tydligt.
Ungefär en femtedel av dialogen i svenska filmer eftersynkas.